# Belinda Emmett
Pour les articles homonymes, voir Emmett.
Belinda Emmett (12 avril 1974 à Umina Beach (en), NSW - 11 novembre 2006 à Sydney) est une actrice et chanteuse australienne.
Belinda Emmett est connu pour ses rôles dans les sitcoms australiens : ses premières apparitions sont dans Dis donc, papa où elle joue Tracy Russell de 1994 à 1996 ; puis, on la retrouve dans la série phare australienne Summer Bay (Home and Away) dans le rôle de Rebecca Fisher.
Sa carrière au cinéma se résume à un rôle en 2002 dans le film The Nugget (en) au côté de Eric Bana. Elle se marie le 29 janvier 2005 à l'acteur Rove McManus (en), autre personnalité de la télévision en Australie. En outre, elle fera neuf apparitions dans le soap opera All saints (en).
En 1998, un cancer du sein est diagnostiqué, l'obligeant à quitter temporairement la série Summer Bay. Après six semaines de radiothérapie, elle surmonte cette maladie et reprend sa carrière avant qu'elle ne soit touchée par un cancer des os dont elle décèdera à l'hôpital Saint-Vincent.